# Resolutie 2278 Veiligheidsraad Verenigde Naties
Resolutie 2278 van de Veiligheidsraad van de Verenigde Naties werd op 31 maart 2016 aangenomen door de VN-Veiligheidsraad en verlengde de maatregelen tegen de illegale export van aardolie uit Libië met een jaar.

## Achtergrond
Op 15 februari 2011 braken in Libië – in navolging van andere Arabische landen – protesten uit tegen het autocratische regime van kolonel Moammar al-Qadhafi. Deze draaiden uit op een burgeroorlog tussen het regime en gewapende rebellengroepen, die zich gesteund wisten door het merendeel van de internationale gemeenschap, en die, met behulp van NAVO-bombardementen, de bovenhand haalden en een nieuwe regering opzetten. Vervolgens brak echter geweld uit tussen het nieuwe regeringsleger, verscheidene al dan niet door de overheid gesteunde milities, groepen die Qadhafi bleven steunen en islamitische groeperingen. Toen de islamitische partijen de verkiezingen verloren maar weigerden de macht af te staan ontstond een tweede regering.

## Inhoud
Er golden een wapenembargo, reisverboden, financiële sancties en maatregelen tegen illegale olie-uitvoer tegen Libië. De illegale export van aardolie ondermijnde echter de op stapel staande regering van nationale eenheid. De controle over alle olie-installaties, de nationale bank en de nationale investeringsmaatschappij moesten in handen van de autoriteiten komen. Andere landen werden opgeroepen geen contacten te hebben met instellingen die beweerden legitiem te zijn, maar die geen deel uitmaakten van het politiek akkoord in Libië.
De maatregelen waarbij schepen op zee geïnspecteerd konden worden en op een zwarte lijst terecht konden komen werden verlengd tot 31 juli 2017.
De regering van nationale eenheid mocht een uitzondering op het wapenembargo vragen voor haar eigen leger, om tegen Islamitische Staat en Al Qaida te vechten. Er werd wel gevraagd dat wapens goed beheerd zouden worden.
Het mandaat van het expertenpanel dat toezag op de sancties werd eveneens verlengd tot 31 juli 2017.

## Verwante resoluties
- Resolutie 2146 Veiligheidsraad Verenigde Naties (2014)

Lijst ·  2260 ·  2261 ·  2262 ·  2263 ·  2264 ·  2265 ·  2266 ·  2267 ·  2268 ·  2269 ·  2270 ·  2271 ·  2272 ·  2273 ·  2274 ·  2275 ·  2276 ·  2277 ·  2278 ·  2279 ·  2280 ·  2281 ·  2282 ·  2283 ·  2284 ·  2285 ·  2286 ·  2287 ·  2288 ·  2289 ·  2290 ·  2291 ·  2292 ·  2293 ·  2294 ·  2295 ·  2296 ·  2297 ·  2298 ·  2299 ·  2300 ·  2301 ·  2302 ·  2303 ·  2304 ·  2305 ·  2306 ·  2307 ·  2308 ·  2309 ·  2310 ·  2311 ·  2312 ·  2313 ·  2314 ·  2315 ·  2316 ·  2317 ·  2318 ·  2319 ·  2320 ·  2321 ·  2322 ·  2323 ·  2324 ·  2325 ·  2326 ·  2327 ·  2328 ·  2329 ·  2330 ·  2331 ·  2332 ·  2333 ·  2334 ·  2335 ·  2336